# Gosia Malgorzata Olchowska
Gosia Malgorzata Olchowska is een Pools-Belgische architect en grafisch kunstenaar. Ze is als architect voornamelijk gekend voor haar conceptuele aanpak van tekeningen schetsen en collages, terwijl ze in haar grafische kunstwerken vooral architectuur thematiseert.

## Biografie
Gosia Olchowska is geboren in Bartoszyce (Polen). Ze studeerde Architectuur en Urban Design in Polen, het Verenigd Koninkrijk en aan TU Delft in Nederland. Na de afronding van deze studies ging ze aan de slag als architect bij Architecten De Vylder Vinck Tailieu, Murmuur and Bovenbouw architectuur. Ze volgde van 2009 tot 2018 de opleiding voor Vrije Grafiek aan De Academie voor Beeldende Kunst in Gent. Ze is actief als praktijkassistent aan UGent, Sint-Lucas Brussel en Gent en Rotterdam Academy of Baukunst.  In 2020 werkte ze in het team van UGent mee aan de tentoonstelling en bijbehorende publicatie Open Oproep : 20 jaar architectuur in publieke opdracht (2020).

## Stijl en thema's
Olchowska’s werk bestaat uit een symbiose tussen architectuur en grafiek. In haar architectuur werkt ze voornamelijk met tekeningen, maquettes en collages terwijl in haar grafische werken gebouwen, landschappen en steden, centraal staan. Haar werken behandelen architectuur als een getuige voor een menselijke geschiedenis, cultuur en maatschappij, waarbij ze met haar kunst met de gebouwen een verhaal over de geschiedenis en toekomst van een plek vertelt.

## Tentoonstellingen
Olchowska’s kunstwerken worden regelmatig in tentoonstellingen opgenomen. Zo was haar werk in 2009 te bezichtigen in de architectuurtentoonstelling Niche - Jan De Vylder Architecten in BOZAR. In die periode maakte ze namelijk deel uit van het team van De Vylder Architecten. Enkele jaren later was haar werk te zien in de Canvascollectie 2012. Deze groepstentoonstelling in Bozar liet professionele en amateurkunstenaars met elkaar in dialoog gaan. In 2019 vond Olchowska's solo-tentoonstelling Verdwenen Stad plaats in De Singel, waar ze architectuur toonde als getuige van de tijd. De kunstwerken toonden hoe gebouwen inherent deel uitmaken van het collectieve geheugen en in die zin nauw verwant zijn met gebeurtenissen uit het verleden. In hetzelfde jaar nam Olchowska in samenwerking met Bovenbouw Architectuur ook deel aan de groepstentoonstelling Our happy life in Montréal. Haar acht papieren bas-reliefs verkenden het centrale idee van de tentoonstelling, namelijk de relatie tussen leefruimtes en emotioneel kapitalisme. De deelnemende kunstenaars dachten na over de rol van de architect in een tijd waarin geluk meetbaar is.

## Belangrijkste tentoonstellingen
- Cultuurcentrum Brugge (2009), input output 2009[9][10]
- BOZAR (2009) Niche - Jan De Vylder Architecten[11]
- Staf Versluyscentrum, Bredene (2010), Arnoevoo[12]
- Brussel (2011), Dexia Art 2011[13]
- Bozar, Brussel (2012): Canvascollectie 2012[5]
- Flanders Architecture Institute, deSingel, Antwerpen (2019): Verdwenen stad[6][14]
- Canadian Centre for Architecture, Montréal (2019): Our happy life[8]

## Onderscheidingen en prijzen[13]
- Laureaat Arnoevoo (MEC Bredene, 2010)
- Laureaat Dexia Art 2011 (Brussel, 2011)
- Genomineerd voor Belgenmonument, samen met York Bing (Amersfoort, 2016)
- Tweede prijs bij de Jonge Architectenprijs, samen met York Bing (Amsterdam, 2016)